# Göllerlifte

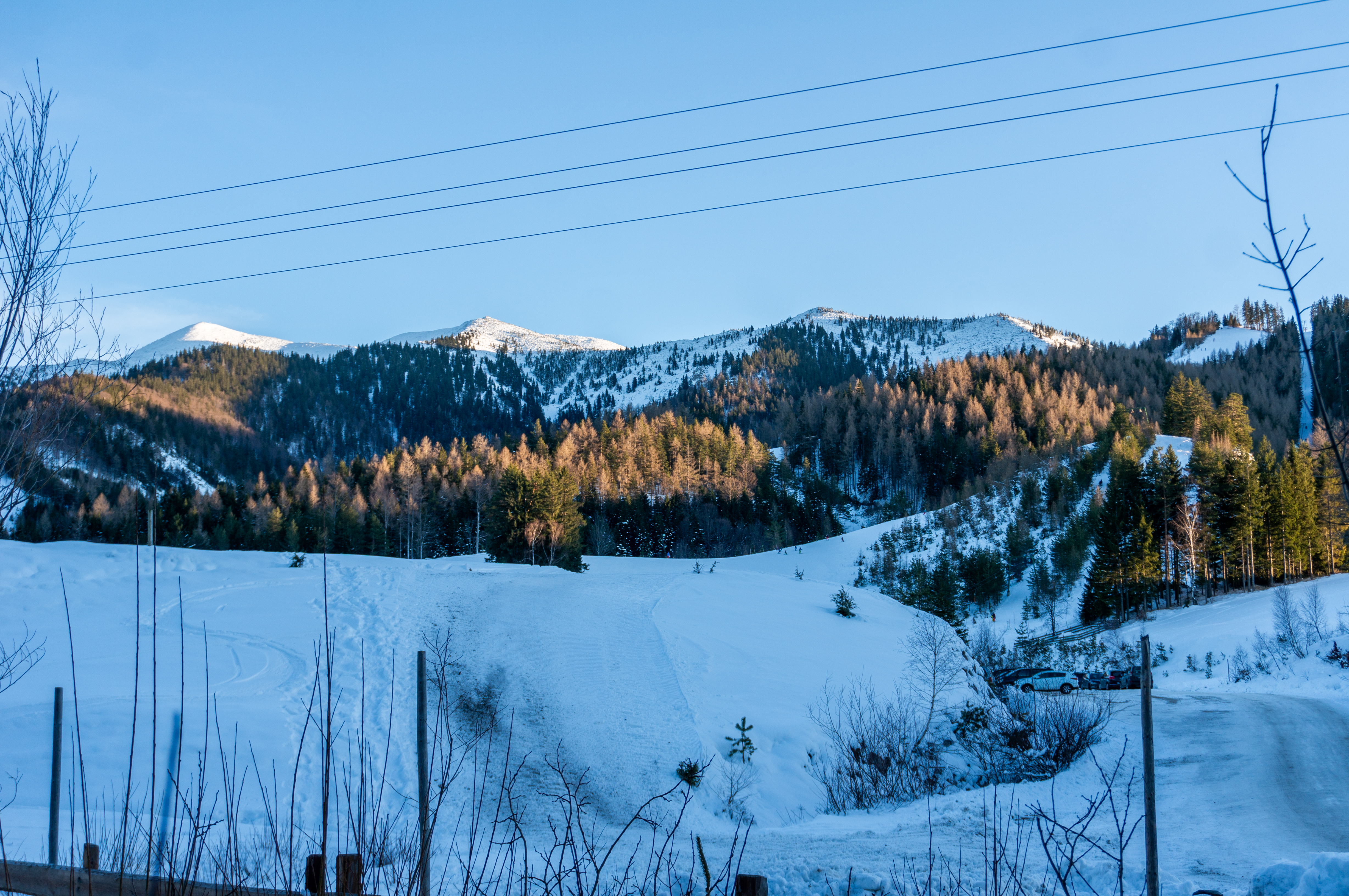
Das Skigebiet im Jänner 2020

Die Göllerlifte sind ein stillgelegtes Skigebiet am Kernhofer Gscheid zwischen dem Ende des Traisentals und dem Beginn des Salzatals in Niederösterreich, es lag am Fuße des Göller.

## Lage
Das Kernhofer Gscheid wurde am Beginn des 17. Jahrhunderts besiedelt, womit das Gscheid und der Knollenhals ein paar Jahrzehnte früher urbar gemacht wurden als Kernhof, das erstmals 1647 erwähnt wurde.
Mit zunehmender Motorisierung und dem Ausbau der Gutensteiner Straße wurde das Gscheid verstärkt vom Ausflugsverkehr und als Route nach Mariazell genutzt. Einen weiteren Aufschwung erhoffte man sich vom Wintertourismus, als man ab 1966 die Göllerlifte errichtete. 1969 entstand am Unterknollenhals auch eine Ferienhaussiedlung.

## Skigebiet
Das Skigebiet befand sich am Nordhang des Göllers (1766 m ü. A.) beim Kernhofer Gscheid. Es erstreckte sich von der Gutensteiner Straße hinauf zum Gschieß, einen 1251 m ü. A. hohen Nebengipfel des Göllers. Durch die exponierte Lage galt das nur 55 Kilometer von St. Pölten entfernte Skigebiet als schneereich. Mit einer Länge von 1.300 Metern verfügte das Skigebiet über den längsten Schlepplift Niederösterreichs. Dieser führte von der Talstation (ca. 955 m ü. A.) auf 1270 m ü. A., wo es einen weiteren Schlepplift gab. Für Kinder und Anfänger gab es bei der Talstation einen kurzen Lift, der zu einer blau markierten Piste führte; sonst waren die Pisten rot markiert. Der vierte Lift war ein sogenannter Babylift. Insgesamt waren im Skigebiet Abfahrten mit einer Länge über vier Kilometer vorhanden, und die längste Abfahrt war zwei Kilometer lang. Im Sommer 2022 wurden die Liftanlagen abgebaut, seit der Saison 2022/23 findet kein Liftbetrieb mehr statt.

## Langlaufen
An das ehemalige Skigebiet schließt das Wintersportgebiet Göllerloipen an, das über drei Loipen mit insgesamt 8 Kilometer Länge verfügt.